# 武蔵くんと村山さんは付き合ってみた。
『武蔵くんと村山さんは付き合ってみた。』（むさしくんとむらやまさんはつきあってみた）は、なるあすくによる日本の4コマ漫画作品。
コミックスマートが運営するウェブコミック配信サイト『GANMA!』にて、2013年12月12日から連載され、2018年12月10日にリリースされた第255話をもって完結した。単行本はアース・スター エンターテイメントより全5巻（第76話まで収録）が刊行。全話を収録したものは各漫画サイトにおいて電子書籍として販売されている。また、連載終了直後に自主制作で全話を書籍化するクラウドファンディングがCAMPFIREで実施され、目標金額へ到達、支援者限定で完成品が頒布された。第1回次にくるマンガ大賞では、Webマンガ部門において7位にランクインしている。
高校の同級生である武蔵くんと村山さんを中心に展開するラブコメディ作品であり、東京都武蔵村山市が主な舞台となっている。登場人物の名前が同市の地名に由来しているほか、作中に登場する場所も多くが同市に実在するものをモデルとしている。

## あらすじ
高校2年の春、武蔵太郎（武蔵くん）は、隣の席になった村山片栗子（村山さん）とひょんなことから突然付き合うことになる。恋愛経験がなく、「付き合う」ことが何かもわからない2人は、奥手ゆえにぎこちない交際を行いながらも徐々に仲を深めていく。学校の屋上で生徒会長の残堀川巻と出会った2人は、交際がバレたことで弱みを握られ、半ば強引な形で生徒会に入れられる。2人は野山北公園自転車道のトンネルで初デートを行う。そこでの出来事をきっかけにして、巻への反感で生徒会から脱退していた伊奈平文と、文の片思いの相手である神明志郎は生徒会に復帰する。やがて武蔵くんと村山さんは、手をつないだり、下の名前で呼び合ったりするほどに距離を縮める。定期テスト後に2人は映画館へデートに行き、トラブルがありながらもハグを交わす。
1学期が終わり、学校は夏休みに入る。2人は村山さんの幼馴染である岸かつやに出会う。岸が積年の想いを村山さんに告白したことをきっかけに、2人の仲には亀裂が入る。岸は想いを伝えたことを後悔し、バイト先のボウリング場に2人を呼び出して仲を取り持とうとする。冗談半ばに始めた、村山さんとの交際を賭けた勝負で、岸は武蔵くんに連戦連勝する。その場では冗談として流した岸だったが、バイト先の店長や天乃の言葉を受け、最後にもう一度武蔵の本心を確かめようとする。むらやまモールに呼び出された武蔵くんは、先日の勝負によって自信を失っており、自分より遥かに優秀な岸の方が村山さんにふさわしいと漏らす。偶然その場に居合わせた村山さんは、その言葉にショックを受けて逃げ出してしまう。村山さんの反応や岸の叱責を受けた武蔵くんは、今一度村山さんへの感情を捉え直し、岸の面前で村山さんに好意を伝え直す。2人の愛情を目の当たりにした岸はついに失恋を認める。その後、2人は花火大会で初めて頬に口づけを交わす。
夏休みが明け、交際の事実がクラス全体にバレても堂々としている武蔵の姿に感銘を受けた空は、巻に好意を寄せていること、そして一度巻に告白を拒絶されていることを2人に明かす。文化祭が近づき、空と巻の生徒会引退が迫る中、臨時要員として岸と、太郎の妹である優子が生徒会に加入する。両者は度々いがみ合うが、生徒会の業務をこなす中で2人は接近する。武蔵くんと村山さんのクラスは、文化祭でメイド喫茶を出店することに決める。武蔵くんは美術室を借り、村山さんから弁当の差し入れなどの助けを受けながら、内装に用いる絵を完成させる。各々がそれぞれの時間を過ごして、文化祭は平穏に閉会式を迎える。この日に空の想いを受け止めようと決意していた巻は、空の姿が見えないことに気付き、閉会式の挨拶をそっちのけにして空を探しに走る。その時、空は三ツ藤の告白を受けていた。空は告白を断るが、三ツ藤に無理やり接吻されたところを探しに来た巻に目撃される。空の想いに応えてこなかったことを指摘された巻は、三ツ藤に空との熱烈なキスを見せつけて退散させる。2人は互いの想いを打ち明け合って結ばれる。閉会式は伊奈平がなんとか取り持ち、巻の挨拶で文化祭は閉幕した。
文化祭が終わり、生徒会長は伊奈平に、副会長は神明に引き継がれたほか、岸と入れ替わりで榎三音が生徒会に加入する。文化祭後、空と巻は野山北公園で初めてのデートを済ませた後、菓子店を営む残堀川家へ挨拶に向かい、歓待を受ける。武蔵と村山も村山家へ挨拶に出向くが、武蔵くんが独断で交際の事実を明かしてしまったことで、母の糧子は激しく動揺する。片栗子の姉である小麦子と学夫妻の助言を受けた2人は、後日再び糧子と面会し、駆け付けた生徒会メンバーの説得もあって、糧子に無事交際を認めさせる。一方で、息子を溺愛する武蔵くんの母、紬はなんとか2人を破局させようとする。紬は娘の優子に色気がないことを用い、優子に彼氏ができなければ交際を認めないと宣言する。2人は岸に彼氏のふりをしてもらおうと画策する。天乃との大食い対決を通じてさらに接近した岸と優子は、里山民家でのデートでお互いの想いを伝え合い、本当に交際することになる。自らの過ちを自覚した紬は、太郎と片栗子、岸と優子両方の交際を認めた。
栄村へのスキー旅行で、2人は担任教師の大南さえと中原高の仲を取り持とうとする。初日、同じく中原に想いを寄せていた内野三恵を退けて、大南は中原と交際することになる。2日目には、スキー指導員の栄村あんぼの機転で2人きりになった神明と伊奈平も、お互いの想いを伝え合い結ばれる。3日目の夜には、中原がクラス全員によるサプライズと共に大南に改めて告白し、両者はクラスの祝福を受けながら正式に交際を表明する。サプライズを見届けた武蔵くんと村山さんは2人きりになる場所に移り、お姫様だっこをきっかけにして初めての口吻を交わす。修学旅行から帰った後も、2人は武蔵村山の地でさらなる思い出を作ることを誓い、再びキスを交わす。
巻の実家のケーキ屋と村山さんの実家のうどん屋が共に30周年を迎えることが発覚し、武蔵くんと村山さんは合同の創立記念パーティーを計画する。これまでに出会った人々の手厚い協力を受けて無事に準備は進んだ。パーティー直前の準備日、2人はクリスマスデートの機会を与えられ、映画館やトンネルなど、今までデートで行った場所を巡り、最後にお揃いのキーホルダーを婚約指輪に擬して交換する。パーティーは無事に開催され、主催の武蔵くんと村山さんが閉会の挨拶をするが、武蔵くんは壇上で心の声を洩らし、村山さんにプロポーズしてしまう。村山さんがプロポーズを承諾したことで、パーティーは大団円に終わる。舞台は未来に移り、武蔵くんと村山さんの結婚式を描いて物語は終了する。

## 登場人物

### 主要人物
武蔵村山市の地名から命名されたキャラが多い。名前のリンク先は由来となった地名を示す。
武蔵太郎（むさし たろう）
声 - 松井駿斗(ボイスコミック)/永塚拓馬(2017年7月PV)
本作の主人公の一人。母親に溺愛されて育っており、とても気弱な性格をしている。当初は村山さんと話すだけでも一苦労だった。だが、彼女との交際を続けていくうちに、少しずつ成長していき、時には彼女を守ったりもできるようになっていく。
村山片栗子（むらやま かたくりこ）
声 - 一ノ瀬ひかり(ボイスコミック)/本渡楓(2017年7月PV)
本作の主人公の一人。黒髪ロングであり、さりげなく胸も大きい。その為、残堀川に「癒し」を求めて抱き着かれたり、胸の大きさをいじられたりもしている。素敵な出会いに憧れつつも、現実はそういうことは無いと、諦めていた。皮肉のつもりで武蔵くんに言った言葉がキッカケとなり、付き合ってみることになった。当初は「付き合う」ということを辞書で調べたりするほど恋愛経験値が少なく、メール一つするにも一苦労だった。なりゆきで交際を始めたものの満更でもなく、「交際を隠す」という約束通りに武蔵君が交際を否定した時には不機嫌になったり、その後否定しきれなくなり「僕の彼女は村山さんだけ」と武蔵くんが宣言した時には嬉しそうにしたりしていた。

### 生徒会
残堀川巻（ざんぼりがわ まき）
声 ‐ 飯富梓(ボイスコミック/2017年7月PV)
生徒会長であり、よく言えばマイペース、悪く言えば自己中心的な性格をしている。家はケーキ屋をしており、いわゆる縦ロールの髪形をしているのも、ロールケーキをイメージしているため。屋上入口にぶら下がるという、インパクトのある登場をした。その後も部屋の入口にぶら下がって待っていたり、入口の左右に手足をついて退出を止めるなど、すごい体勢となる事が何度か有った。初登場時より、武蔵くんと村山さんが付き合っている事を察しており、その事でからかったりもしていた。当初は、二人の交際を黙っている代わりに、生徒会の仕事を手伝うよう要求していた。しかしそれは生徒会長としての責任感が空回りしていた結果であり、手伝いを一度断られた後、川堀と二人になった時に、人が離れていくことに涙したりもしていた。
川堀空（かわほり そら）
声 ‐ 池田展晟(ボイスコミック/2017年7月PV)
生徒会副会長であり、真面目な性格をしている。会長である残堀川には振り回され気味であり、苦言を呈する事も有るが、彼女に好意を寄せている。実は甘党であり、ケーキには目がない。
伊奈平文（いなだいら ふみ）
声 ‐ 伊藤芽美(ボイスコミック)
生徒会会計→生徒会長、武蔵くんと村山さんの同級生。
残堀川の与える仕事の厳しさに付いていけなくなり、一度生徒会を離れるが、後に残堀川が今までの非を謝罪したことで仲直りし、役員に復帰する。
神明に好意を寄せている。
神明志郎（しんめい しろう）
声 ‐ 星翔(ボイスコミック)
生徒会書記→生徒会副会長、武蔵くんと村山さんの同級生。
生徒会の離脱・復帰、共に伊奈平に追随する形で行動している。
動物好きであり、武蔵や伊奈平を動物的な意味で可愛がり、よく撫でている。
榎三音（えのき みおん）
生徒会書記、武蔵くんと村山さんのクラスの黒ギャル。
武蔵優子（むさし ゆうこ）
生徒会会計、武蔵くんの妹、色気より食い気なタイプ。

### 村山家
村山 糧子（むらやま かてこ）
村山さんの母。武蔵くんの母親の紬と同級生。
村山小麦子（むらやま こむぎこ）
村山さんの姉、既婚者。
村山 学（むらやま まなぶ）
小麦子の夫。村山さんの義兄。

### 武蔵家
武蔵 勝司（むさし かつじ）
武蔵くんの父。
武蔵 紬（むさし つむぎ）
武蔵くんの母。村山さんの母親の糧子と同級生。

### 残堀川家
残堀川 拳骨（ざんぼりがわ げんこつ）
残堀川さんの父。無口で顔が怖い。
残堀川 愛（ざんぼりがわ あい）
残堀川さんの母。村山さんの母親の糧子と武蔵くんの母親の紬の先輩。

### 武蔵くんと村山さんのクラスメイト（2年A組）
本町さくら（ほんまち さくら）
声 ‐ 遠野まゆ(ボイスコミック)
ボーイズラブの作品をこよなく愛す腐女子な学級委員長。
三ツ藤 青実（みつふじ あおみ）
文化祭のとき川堀に告白したものの玉砕。その後、励ましてくれた本町に恋愛感情を抱く副委員長。
内野 三恵（うちの みえ）
口が軽く、噂話が大好きな女子生徒。三馬鹿トリオの一人。修学旅行初日に中原に告白するものの玉砕。
宮崎（みやざき）
自身の恋愛には興味はない女子生徒。
清水 茶彩（しみず さあや）
つかみどころのない女子生徒。
渡辺 蜜柑（わたなべ みかん）
クラスの男子の田中との交際がバレた女子生徒。
乙幡 芽衣（おっぱた めい）
武蔵くんと村山さんのクラスの白ギャル。
高橋（たかはし）
三馬鹿トリオの一人の男子生徒。修学旅行の一件で宮崎に惚れる。
比留間（ひるま）
三馬鹿トリオの一人の男子生徒。修学旅行の一件で内野に惚れる。
田中 洋（たなか ひろし）
クラスの女子の渡辺との交際がバレた男子生徒。

### その他
岸かつや（きし かつや）
声 - 柏葉惇(ボイスコミック)
武蔵くんと村山さんの高校の１年生。幼い頃に村山さんと同じ児童館に通っており、恋心を抱いていた。
大南さえ（おおみなみ さえ）
武蔵くんと村山さんのクラスの担任。年齢=彼氏いない歴の26歳。修学旅行の一件で大学の後輩でもある中原に対する、気持ちを自覚し付き合い始める。
中原高（なかはら たか）
神明くんと伊奈平さんのクラスの担任。生徒よりチャラ男先生と呼ばれている。大学生の頃より大南に好意を寄せているが、修学旅行の一件で生徒の手を借りて告白する。
波多野（はたの）
美術部部長。
加園（かその）
神明くんと伊奈平さんのクラスメイトで美術部所属。波多野の引退後、部長に就任。波多野の似顔絵を描いて告白して付き合い始める。
小根山（おねやま）
担当教科は現国のマッチョな先生。通称鬼山。
中藤（なかとう）
放送部の女子生徒。
中央（ちゅうおう）
放送部の女子生徒。
三ツ木（みつぎ）
放送部の女子生徒。音響担当。
天乃（あまの）
岸くんのバイト先の先輩で19歳の女子大生。岸に好意を寄せていた。村山かてうどん大食い大会前回チャンピオン。

## キャラクター人気投票
- 第1回キャラクター人気投票(100話記念企画)       ○投票総数 258票
  - 1位   村山 片栗子(118票)
  - 2位   残堀川 巻(31票)
  - 3位   伊奈平 文(25票)
  - 4位   武蔵 太郎(19票)
  - 5位   神明 志郎、岸 かつや(13票)
  - 7位   本町 さくら、武蔵 優子(10票)
  - 9位   川堀 空(6票)
  - 10位 村山 小麦子(5票)
  - 11位 榎 三音 、乙幡 芽衣(2票)
  - 12位 岸 さくや、小根山先生、村山 片栗子のアホ毛、波多野部長(1票)
- 第2回キャラクター人気投票(180話突破記念)       ○投票総数 1596票
  - 1位   村山 片栗子(544票)
  - 2位   残堀川 巻(168票)
  - 3位   岸 かつや(157票)
  - 4位   武蔵 優子(113票)
  - 5位   神明 志郎(86票)
  - 6位   武蔵 太郎(74票)
  - 7位   本町 さくら(71票)
  - 8位   伊奈平 文(66票)
  - 9位   なるあすく(59票)
  - 10位 村山 小麦子(50票)
  - 11位 榎 三音(38票)
  - 12位 村山 糧子(29票)
  - 13位 乙幡 芽衣(27票)
  - 14位 川堀 空(22票)
  - 15位 武蔵 勝司、4代目担当さん(12票)
  - 17位 村山かてうどん、村山 学(10票)
  - 19位 毎日速報！多摩の乃奈さん(9票)
  - 20位 岸 さくや(8票)
  - 21位 女装武蔵くん(7票)
  - 22位 波多野 絵美(6票)
  - 23位 武蔵 紬、残堀川 拳骨(5票)
  - 25位 残堀川 愛、トンネル(3票)
  - 27位 清水 茶彩(2票)

## 書誌情報
- なるあすく『武蔵くんと村山さんは付き合ってみた。』 アース・スター エンターテイメント〈アース・スター コミックス〉、既刊5巻（2016年10月12日現在）
  1. 2015年6月26日発売[8]、ISBN 978-4-8030-0744-2
  2. 2015年9月29日発売[9]、ISBN 978-4-8030-0785-5
  3. 2016年3月12日発売[10]、ISBN 978-4-8030-0895-1
  4. 2016年4月12日発売[11]、ISBN 978-4-8030-0901-9
  5. 2016年10月12日発売[12]、ISBN 978-4-8030-0958-3

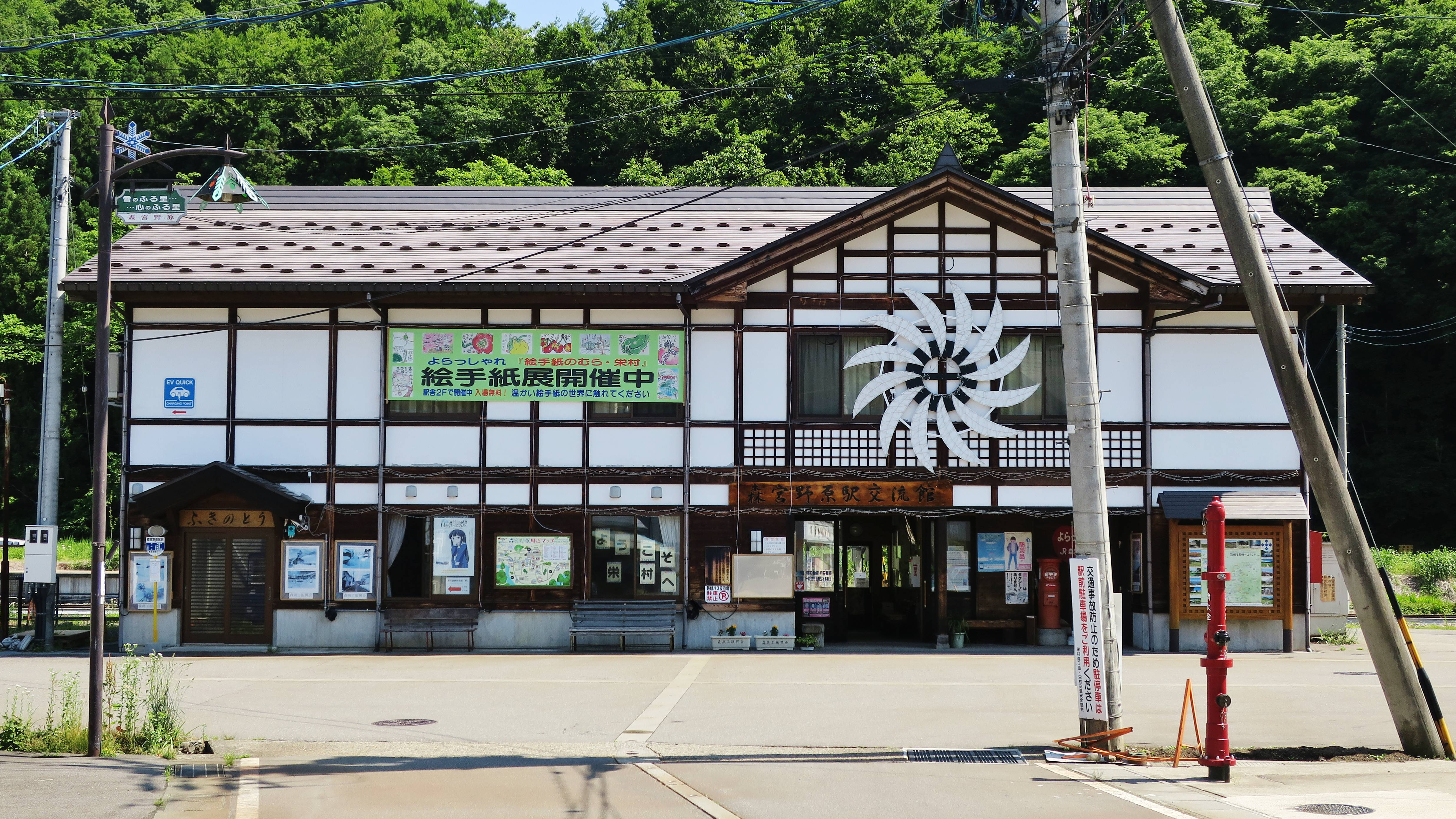
本作のポスターが掲載されているJR飯山線・森宮野原駅（長野県栄村、2018年）